# Mannen med oxpiskan
Mannen med oxpiskan (originaltitel: High Plains Drifter) är en amerikansk västernfilm från 1973 med Clint Eastwood i regi och huvudroll. Filmen hade världspremiär den 6 april i USA och svensk premiär den 16 juli 1973.
Eastwoods karaktär har tydliga influenser av Mannen utan namn i Sergio Leones För en handfull dollar och dess uppföljare. Eastwoods regi är också inspirerad av Leone, bland annat genom widescreen-kompositioner (av cinematografen Bruce Surtees) liknande de i "Dollartrilogin". Men Mannen med oxpiskan har ett snabbare tempo, influerat av Eastwoods andra mentor, Don Siegel (Eastwood har berättat att slutscenen i filmen har två gravstenar med "Sergio Leone" och "Don Siegel", avsett som en komisk dedikation till de båda regissörerna).

## Handling
En främling rider in i den lilla staden Lago och det dröjer inte länge förrän han har dödat tre bråkmakare. Stadens invånare imponeras och erbjuder honom jobbet att skydda staden mot tre skurkar. Ett år tidigare såg befolkningen till att tre skurkar åkte i fängelse, och de har svurit att hämnas. Främlingen får fria händer och förbereder staden på skurkarnas ankomst. Men stadens invånare är inte fullt så oskyldiga som man först kan tro. När skurkarna dyker upp får många sitt rättmätiga straff.

## Rollista i urval
- Clint Eastwood – Främlingen
- Verna Bloom – Sarah Belding
- Marianna Hill – Callie Travers
- Billy Curtis – Mordecai
- Mitch Ryan – Dave Drake
- Jack Ging – Morgan Allen
- Stefan Gierasch – Jason Hobart, borgmästare
- Ted Hartley – Lewis Belding
- Geoffrey Lewis – Stacey Bridges
- Dan Vadis – Dan Carlin
- Anthony James – Cole Carlin
- Walter Barnes – Sam Shaw, sheriff
- Paul Brinegar – Lutie Naylor
- Richard Bull – Asa Goodwin